# Gare de Bordeaux-Benauge
Pour les articles homonymes, voir Gare de Bordeaux.
La gare de Bordeaux-Benauge était une gare française, située sur le territoire de la commune de Bordeaux, à proximité immédiate de la cité de la Benauge, dans le département de la Gironde en Nouvelle-Aquitaine.
Elle sera fermée, en 2007, lors de la mise à quatre voies de la ligne. Elle sera alors remplacée par la nouvelle halte ferroviaire de Cenon, située à environ deux kilomètres au Nord.

## Situation ferroviaire
Ancienne gare de bifurcation, la gare de Bordeaux-Benauge était située au point kilométrique (PK) 581,816 de la ligne de Paris-Austerlitz à Bordeaux-Saint-Jean. Elle était aussi l'origine de la ligne de Bordeaux-Benauge à La Sauvetat-du-Dropt également fermée. Son altitude était de 4 m.

## Histoire
Le 20 septembre 1852, le chemin de fer arrive à Bordeaux-Bastide, en gare d'Orléans (rive droite). Le 31 mai 1855, la compagnie du Midi met en service une liaison entre Bordeaux et Langon, premier tronçon de la ligne de Bordeaux à Sète. La gare de départ de cette ligne, la gare du Midi actuelle gare Saint-Jean est située sur la rive opposée. La compagnie du Midi entreprend alors de relier sa ligne à celle du Paris-Orléans en mettant en service le 25 août 1860 la passerelle Eiffel au-dessus de la Garonne. Au sortir de la passerelle un raccordement en Y fut construit avec un tronc commun jusqu'à la Benauge suivi d'un raccordement en demi-cercle vers la gare de Bordeaux-Bastide rue Galin, mis en service le 5 novembre 1860, et un raccordement direct avec la ligne de Paris, l'actuel boulevard Joliot-Curie ouvert le 3 août 1861,.
Lors de sa séance du 8 septembre 1887, le conseil général émet le vœu qu'il soit rapidement établi une halte provisoire, chemin de Benauge, en attendant la construction de la gare de l'État à La Bastide. Le ministre des Travaux publics, répond qu'un accord a eu lieu le 24 août entre l'Administration des chemins de fer de l'État, la Compagnie d'Orléans et la Compagnie du Midi. Il est prévu d'établir, aux frais de l'État, la halte de la Benauge « au point de soudure du raccordement projeté de la ligne de La Sauve avec le chemin de jonction, de façon à desservir à la fois les trains de la ligne de La Sauve et ceux circulant sur le chemin de jonction ». Le service ne concernera que les voyageurs, les bagages et les chiens. Un avant-projet a été réalisé par les ingénieurs de la ligne de Cavignac à Bordeaux. La réalisation de la halte est actée par la décision ministérielle du 21 novembre 1887.
Les travaux de construction de la halte de La Benauge sont terminés le 1er juillet 1890. On se retrouve ainsi avec une gare construite aux frais de l'État sur un raccordement du Midi et qui accueille le trafic de la ligne PO de la Sauve.
Le 14 août 1892, le P.O. reporte l’origine de sa ligne de Bordeaux à la Sauve de la gare initiale de Bordeaux-Passerelle à son terminus de Bordeaux-Bastide, en mettant en service l'embranchement de Monrepos sur le raccordement du Midi. De là, la ligne s'engage aussitôt sur la bretelle en demi-cercle rejoignant la gare d'Orléans.
Le 26 août 1892, le conseil général émet le vœu de voir la halte ouverte au service des marchandises. La Compagnie d'Orléans qui gère cette halte commune aux réseaux de l'État, d'Orléans et du Midi refuse en invoquant le manque de potentiel industriel et l'impossibilité d'avoir un avis argumenté du fait du temps trop court qui s'est écoulé depuis son ouverture. Elle ajoute que l'ouverture d'une gare de marchandises à La Bastide supprimerait tout intérêt à un service de Petite Vitesse à La Benauge. Le ministre des Travaux publics adopte l'avis de la compagnie. Par-contre, le vœu d'un arrêt du « train direct no 28 de la Compagnie d'Orléans, entre Bordeaux et Paris, qui part de la gare du Midi à 5 h 55 du matin » reçoit un avis favorable et une mise en service le 19 décembre 1892.
En 1896, l'État achève la construction de sa ligne de Chartres à Bordeaux débouchant du tunnel de la Ramade et devant rejoindre la nouvelle gare de l'État. Pour ce faire, la ligne s'embranche sur le raccordement du Midi puis le quitte un peu plus loin pour atteindre le nouveau terminus. Ce court trajet sur l'embranchement du Midi croise à la Bénauge la ligne de Bordeaux à la Sauve.
En 1904, la compagnie aménage une salle d'attente pour les voyageurs de première et deuxième classes.
Les voies de la gare sont électrifiées en 1937.
En 2007, elle est fermée au moment où la halte multimodale de Cenon, située deux kilomètres plus loin, a été ouverte. L'ensemble des installations de la gare, dont le bâtiment voyageurs, sont détruits les 28 et 29 juin 2011, afin de permettre l'élargissement de la ligne à quatre voies pour éliminer le « bouchon ferroviaire de Bordeaux ».

## Lignes qui desservaient la gare
- Saint-Mariens - Bordeaux - via Marcenais et Libourne
- TER Aquitaine/Poitou-Charentes : Angoulême - Coutras - Bordeaux
- TER Aquitaine/Poitou-Charentes : La Rochelle - Saintes - Bordeaux
- TER Aquitaine : Périgueux - Libourne - Bordeaux
- TER Aquitaine : Sarlat - Bergerac - Libourne - Bordeaux